# 닥터아이
닥터아이(영어: Dr.I)은 주식회사 프릭스헬스케어가 2021년 7월 2일 서비스를 시작한 육아어플이다. 현재 카카오톡은 스마트폰 사용자를 대상으로 프리웨어로 제공된다. 각각의 OS에 맞는 앱스토어에서 다운로드할 수 있다.
2021년 7월 2일, 닥터아이는 iOS용 앱을 출시, 8월 29일 안드로이드용 앱을 출시했다. 영유아 발달 상황을 관리할 수 있는 서비스로 시작하였다. 2022년 3월 3일, 예방접종, 건강검진, 구강검진 연동 및 소아과 비대면 진료가 가능한 건강 관리 서비스를 추가하였다.

## 기능 및 서비스
닥터아이는 아이의 성장, 발달 관리 기능 외에 다양한 건강 관리 관련 기능도 가지고 있다. 닥터아이의 주 기능으로는 아이의 발달 상황과 신체 성장 상황을 분석하고, 다른 아이들과 비교하여 어떤 수준인지 알 수 있다. 이외에도 건강검진, 예방접종 내역을 건강 보험공단 정보와 동기화하여 관리할 수 있다. 열 관리 및 소아과 비대면 진료도 제공하고 있다.
- 행동 발달: 대근육, 소근육, 인지, 언어, 사회성 5가지 세부 카테고리로 나뉘어져 있다. 시기별로 8개의 문항이 제시된다. 이용자들의 정보를 비교하여 아이의 발달 상황을 분석한다.
- 매거진 보관됨 2022-08-19 - 웨이백 머신: 아이 건강 혹은 발달과 관련된 글이 매일 1개씩 올라온다. 성장발달, 건강정보, 영양정보, 육아용품, 생활습관의 세부 카테고리로 나뉘어져 있다.
- 신체 성장: 성장 곡선에 키, 몸무게, 머리 둘레를 기록하여 몇 분위가 되는지 알려준다. 곡선을 따라 성장하는지 분석하여 정상 여부를 판별한다.
- 예방접종: 영유아 필수 예방접종 내역을 연동한다. 예방접종 도우미에 가입되어 있으면 앱 내에서 연동이 가능하다.
- 영유아 검진: 영유아 건강검진 1차~7차, 구강검진 1차~4차 여부와 상세 내용을 연동한다. 간편 인증서로 연동이 가능하다.
- 열 관리: 증상, 체온을 바탕으로 해열제 복용량과 대처법을 알려준다.
- 비대면 진료: 비대면 진료 예약을 통해 전화진료를 볼 수 있다. 현재 8곳의 병원에 연동 되어 있다.[3]
- 병원 방문 내역: 병원 방문 내역을 연동한다. 간편 인증서로 연동이 가능하다.
- 투약 내역: 약국에서 처방 받은 내역을 연동한다. 간편 인증서로 연동이 가능하다.
- 영양제 추천: 성장 발달 상황에 맞는 영양제를 추천하는 기능을 갖추고 있다.